# Angus Lennie
Pour les articles homonymes, voir Lennie.
Angus Lennie, né le 18 avril 1930 à Glasgow en Écosse et mort le 14 septembre 2014 à Londres en Angleterre, est un acteur écossais. Son rôle le plus mémorable est celui d'Archibald Ives, surnommé "la taupe", dans La Grande Évasion en 1963. Il est aussi connu pour avoir interprété le cuisinier irascible Shughie McFee dans le soap opéra Crossroads, de 1974 à 1980. 

## Filmographie

### Cinéma
- 1960 : Les Fanfares de la gloire
- 1961 : Petticoat Pirates : George
- 1962 : Operation Snatch : Vic
- 1963 : Hôtel international : météorologiste (non crédité)
- 1963 : La Grande Évasion : Archibald Ives, "la taupe"
- 1964 : Mission 633 : l'officier de vol Hoppy Hopkinson
- 1969 : Ah! Dieu que la guerre est jolie : soldat écossais
- 1975 : Objectif Lotus : Hamish

### Télévision
- 1957 - 1958 : Armchair Theatre (série télévisée) : Alfred Shinney (épisode The Mortimer Touch) / fan de football (épisode The Criminals)
- 1957 - 1975 : Doctor Who (série télévisée) : Storr (épisodes The Ice Warriors parts 2, 3 et 4 / Angus (épisodes Terror of the Zygons parts 1 et 3)
- 1959 : Mario (TV) : Jock
- 1959 - 1960 : Para Handy - Master Mariner (série télévisée) : Davie 'Sunny Jim' Green (épisodes Para Handy: Master Mariner, Para Handy's Experiment et A Happy New Year)
- 1960 : Target Luna (série télévisée) : pêcheur (épisode The Falling Star)
- 1960 : Knight Errant Limited (série télévisée) : Archie MacGillie (épisode Highland Fling)
- 1963 : Le Saint : MacTavish (épisode The Fellow Traveller)
- 1963 - 1969 : Dr. Finlay's Casebook (série télévisée) : Angus Leckie (épisode A Time for Discretion) / Mr. Smith (épisode The Greatest Burden) / Mr. McEnery (épisode The Honours List)
- 1964 - 1965 : HMS Paradise (série télévisée) : Matelot Murdoch (24 épisodes)
- 1967 : The Lion, the Witch and the Wardrobe (série télévisée) : Mr. Tumnus (épisodes What Lucy Found in the Wardrobe, Deeper Magic from Before the Dawning of Time et The Battle)
- 1968 : Virgin of the Secret Service (série télévisée) : MacLean (épisode Wings Over Glencraig)
- 1970 : The Borderers (série télévisée) : Selkirk (épisode A Woman or an Epitaph)
- 1971 : From a Bird's Eye View (série télévisée) : facteur (épisode Never Put It in Writing)
- 1971 : Paul Temple (série télévisée) : pilote de chemin de fer (épisode  Motel) / libraire (épisode Critics Yes! But This Is Ridiculous!)
- 1972 : Softly Softly: Task Force (série télévisée) : Danny Fitch (épisode Bank Rate)
- 1972 : Poigne de fer et séduction (série télévisée) : Professeur Grodny (épisode Balance of Terror)
- 1973 : Bowler (série télévisée) : Angus (épisode Monarch of the Glen)
- 1973 : La Grande Aventure de James Onedin (série télévisée) : MacWhirter (épisodes Amazon Cargo et A Proposal of Marriage)
- 1974 : Z Cars (série télévisée) : Leckie (épisode Two Hundred Tartan Teddy Bears)
- 1974 : Justice (série télévisée) : épisode Persona Non Grata
- 1974 - 1980 : Crossroads (série télévisée) : Shughie McFee (76 épisodes)
- 1976 : Play for Today (série télévisée) : Ministre (épisode Clay, Smeddum and Greenden)
- 1978 : Send in the Girls (série télévisée) : Billy (épisode Home Games)
- 1978 : Les aventures de David Balfour (série télévisée) : John MacColl (épisode Over the Highlands)
- 1978 : The Dancing Princesses (TV)
- 1980 : Doom Castle (série télévisée) : Petullo (2 épisodes)
- 1980 : The Taming of the Shrew (TV) : Curtis
- 1986 : Les règles de l'art (série télévisée) : Pilsen (épisode To Sleep No More)
- 1988 : Hannay (série télévisée) : Drummond (épisode Act of riot)
- 1990 : Hale and Pace (série télévisée) : Eddie
- 1991 : Rumpole of the Bailey (série télévisée) : Mr. Beazley (épisode Rumpole and the Right to Silence)
- 1994 : All Night Long (série télévisée) : Tom (6 épisodes)
- 1995 : The Upper Hand (série télévisée) : Ministre (épisode Father of the Bride: Part 2)
- 1995 : The Smiths (TV) : Wilf
- 1995 : Keeping Up Appearances (série télévisée) : Mr Farrini (épisode The Senior Citizen's Outing)
- 1997 : Dad (série télévisée) : Bobby (épisode Dadaholic)
- 2002 - 2003 : Monarch of the Glen (série télévisée) : Badger (7 épisodes)